# Гребля Уед-Тах
Гребля Уед-Тах (Oued That) – гідротехнічна споруда на півночі Алжиру.
Греблю спорудили в 2020 році на уеді Тах, який лівим притоком уеду Міна, що сам впадає ліворуч до уеду Челіф безпосередньо перед тим, як Челіфів починає прориватись через прибережний хребет Тель-Атласу, щоб досягнути Середземного моря за сім десятків кілометрів на схід від Орану. Призначенням споруди є водопостачання та іригація.
В межах проекту долину уеду перекрили бетонною арковою греблею висотою 44 метра (над фундаментом, висота над руслом уеду – 36 метрів), довжиною 155 метрів та шириною по гребеню 7 метрів. Під час будівництва потрібно було провести екскавацію 25 тис м3 породи та використати 36 тис м3 бетону. Водоскид греблі розрахований на перепуск під час повені 1600 м3/с, крім того, існує нижній водостік продуктивністю 200 м3/с.
Гребля утворила водосховище об’ємом до 7 млн м3. Із них 5 млн м3 відносяться до корисного об’єму, чому відповідає коливання рівня між позначками 375 та 389,6 метра НРМ (гребінь споруди знаходиться на позначці 391,1 метра НРМ).